# Резников, Леонид Насонович
Леонид Насонович Резников (род. 30 марта 1933, с. Зеленополье Розовского района Запорожской области) — советский и российский инженер, участник ядерной программы. Специалист в области создания регистрирующей аппаратуры для физических измерений.

## Биография
В 1952—1968 годах работал на предприятии п/я Г4598 (СКБ-326, КБ-3, Горьковское конструкторско-технологическое бюро измерительных приборов (ГКТБИП), будущий ФНПЦ-НИИИС имени Ю. Е. Седакова) в должностях от техника до начальника лаборатории.
В 1962 году заочно окончил Горьковский политехнический институт.
С 1968 года до выхода на пенсию (2002) работал в НИИИТ (ВНИИА): ведущий инженер, начальник лаборатории, начальник научно-исследовательской лаборатории, старший научный сотрудник.
Государственная премия СССР 1989 года — за разработку аналого-цифрового регистратора для систем физических измерений.
Награждён медалями «За доблестный труд. В ознаменование 100-летия со дня рождения В. И. Ленина», «Ветеран труда», «В память 850-летия Москвы».